# Vórtice polar

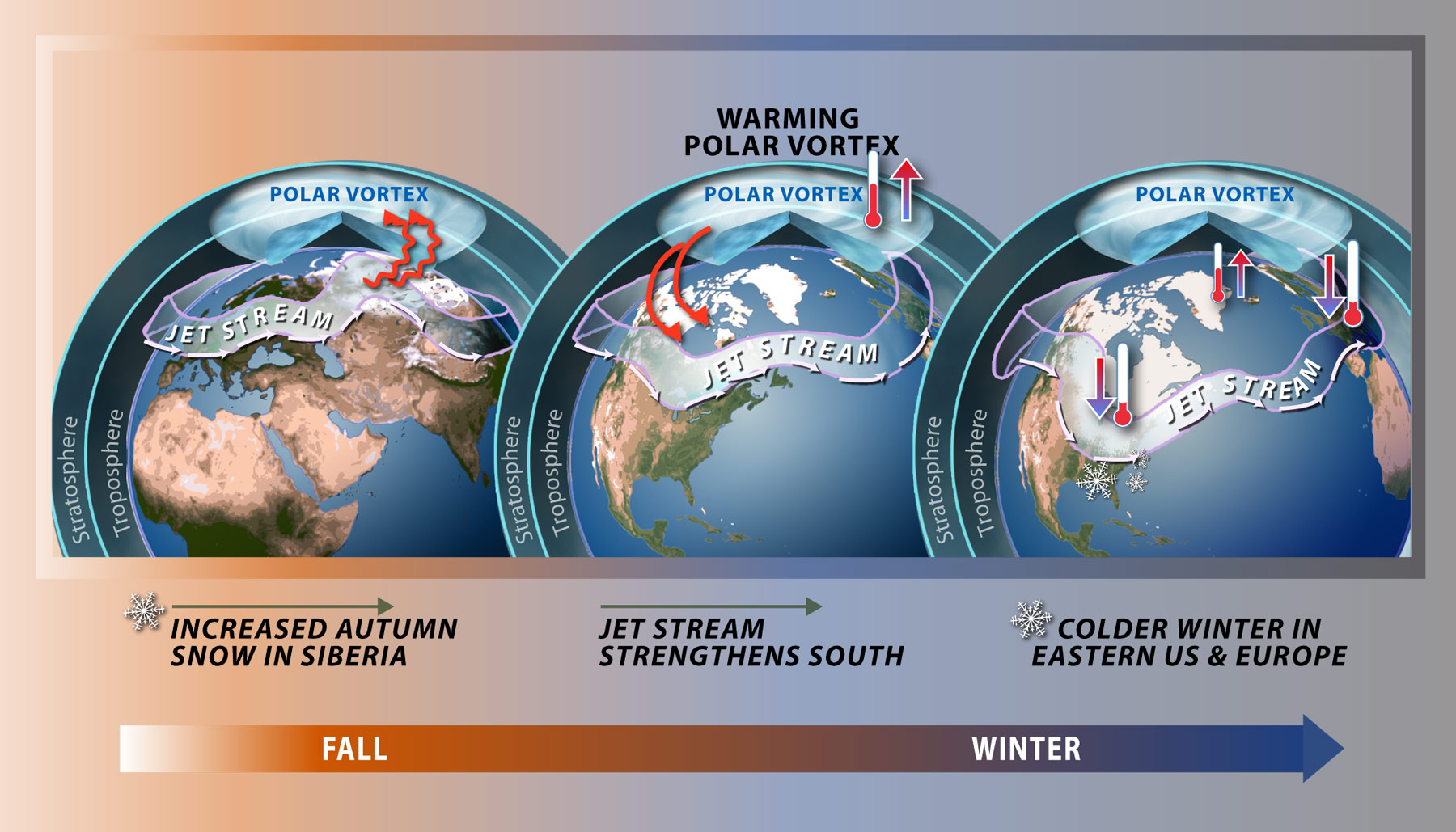
Vórtice polar e impactos climáticos devido ao aquecimento estratosférico

Um vórtice polar é um ciclone persistente de grande escala localizada perto dos polos geográficos de um planeta. Na Terra, os vórtices polares estão localizados na troposfera intermediária e superior e na estratosfera. Eles cercam os altos polares e são da frente polar.
Inclui as altas pressões polares e faz parte da frente polar. O vórtice é mais poderoso no inverno hemisférico, quando o gradiente térmico é mais acentuado, e diminui ou desaparece no verão. O vórtice polar antártico é mais pronunciado e persistente que o do Ártico; isto acontece porque a distribuição das massas de terra a elevadas latitudes no Hemisfério Norte implica um aumento das Ondas de Rossby que contribuem para quebrar o vórtice, enquanto que no Hemisfério Sul o vórtice é menos afetado. O vórtice do Ártico tem uma forma alongada, com dois centros, um aproximadamente sobre a Ilha Baffin no Canadá e outro sobre o noroeste da Sibéria.
O termo vórtice polar pode ser utilizado para descrever dois fenómenos distintos: o vórtice polar estratosférico e o vórtice polar troposférico. Ambos giram na direção da rotação da Terra, mas são fenómenos distintos que têm diferentes tamanhos, estruturas, ciclos sazonais e efeitos no clima climatológico.
O vórtice estatosférico polar é uma área de ventos de alta velocidade que giram ciclonicamente entre cerca de 15 km e 50 km de altura, em direção aos pólos num ângulo de 50°, e é mais forte no inverno. Forma-se durante o outono, quando as temperaturas do Ártico ou da Antártida arrefecem rapidamente com o início da noite polar. O aumento da diferença de temperatura entre o pólo e os trópicos provoca ventos fortes, e o efeito Coriolis faz com que o vórtice gire. O vórtice polar estratosférico dissipa-se durante a primavera quando a noite polar termina. Um aquecimento estratosférico súbito é um episódio que ocorre quando o vórtice estratosférico se rompe durante o inverno e pode ter efeitos significativos no clima da superfície.
O vórtice polar troposférico foi pela primeira vez descrito em 1853, e é geralmente definido como a área em direção aos pólos da corrente de jato troposférica. A aresta virada para o equador tem um ângulo de 40° a 50° e estende-se desde a superfície até 10 km a 15 km de altura. O seu ciclo anual difere do vórtice estratosférico porque o vórtice troposférico existe durante todo o ano, mas é semelhante ao estratosférico por ser também mais forte no inverno, quando as regiões polares são mais frias.
A química do vórtice polar antártico criou um grave enfraquecimento do ozono. O ácido nítrico encontrado nas nuvens polares estratosféricas reage com CFCs para formar cloro atómico (um único átomo de cloro livre) , em vez de uma molécula diatómica), que catalisa a destruição fotoquímica do ozono. As concentrações de cloro formadas durante a noite polar de inverno, e a consequente destruição do ozono, são mais elevadas quando a luz solar regressa durante a primavera (setembro/outubro). Estas nuvens só se podem formar a temperaturas inferiores a -80 °C, razão pela qual a região mais quente do Ártico não tem buraco de ozono.
O vórtice polar antártico dura geralmente de agosto a novembro.
Outros corpos astronómicos são também conhecidos por terem vórtices polares, incluindo Vénus (com um vórtice duplo, ou seja, dois vórtices polares num só ), Marte, Júpiter, Saturno e a maior lua de Saturno, Titã.
Os vórtices polares da Antártica formam-se durante o inverno polar. O buraco de ozono dura de agosto a novembro.

## Variações árticas e antárticas
O vórtice é mais poderoso no inverno do hemisfério, quando o gradiente de temperatura é mais íngreme, e diminui ou desaparece no verão. Os vórtices polares da Antártica são mais persistentes que os do ártico; isso é porque a distribuição de massas terrestres em grandes latitudes no hemisfério norte aumenta as ondas de Rossby que contribuem para a quebra do vórtice, enquanto no hemisfério sul o vórtice continua menos perturbado. A quebra do vórtice polar é um evento extremo conhecido como aquecimento estratosférico repentino. O vórtice ártico tem forma alongada, com dois centros, um aproximadamente na Ilha de Baffin no Canadá e o outro no nordeste da Sibéria.

## Esgotamento de ozônio
A química do vórtice polar da Antártica já criou vários eventos de depleção do ozônio. O ácido nítrico em nuvens polares estratosféricas reagiu com clorofluorcarbonetos para formar cloro, que catalisa a destruição fotoquímico do ozônio. Concentrações de cloro surgem durante noites polares de inverno, e a destruição do ozônio consequente é maior quando a luz solar volta na primavera (setembro/outubro). Essas nuvens só podem se formar em temperaturas abaixo -80°C. Como essas temperaturas raramente são atingidas no ártico, o esgotamento de ozônio no polo norte é muito menos severo que no sul.

## Fora da Terra
Outros corpos astronômicos também têm vórtices polares, incluindo Vênus (vórtice duplo), Marte, Júpiter, Saturno e a lua de Saturno Titã.